# Koller Krisztián (színművész)
Koller Krisztián (Sopron, 1993. november 13. –) magyar színész.

## Életpályája
Szülővárosában a Széchenyi István Gimnáziumban érettségizett. 2014–2019 között a Színház- és Filmművészeti Egyetem színművész szakán tanult, Zsótér Sándor és Börcsök Enikő osztályában. 2019–2021 között a Miskolci Nemzeti Színház tagja volt. 2021-2024 között a Kecskeméti Katona József Nemzeti Színház színművésze volt.

## Fontosabb színpadi szerepei
- William Shakespeare: Macbeth... Lennox, tábornok
- William Shakespeare: Rómeó és Júlia... Benvolio, Montague unokaöccse, Rómeó barátja
- Carlo Collodi: Pinokkió... Pinokkió, egy fabáb
- Ivan Szergejevics Turgenyev: Egy hónap falun... Matvej, inas
- Fjodor Mihajlovics Dosztojevszkij: Ördögök... Diák
- Sheldon Harnick – Jerry Bock – Joseph Stein: Hegedűs a háztetőn... Percsik, a diák
- Georg Büchner: Leonce és Léna... Szolga, A tanácsos
- John Steinbeck: Éden... Adams Trask
- Ray Cooney: 1x3 néha 4... Clifton
- Ray Cooney – John Chapman: Ne most, drágám!... Mr. Lawson
- Tom Schulman: Holt költők társasága... Todd Anderson
- August Strindberg – Jean Racine: Mithriades! Az apa!... szereplő
- Marieluise Fleisser: Az ingolstadti invázió... Fényképész, Őrmester
- Mel Brooks – Thomas Meehan: Producerek... Leo Bloom
- Lee Hall: Szerelmes Shakespeare... Webster
- John Fowles – Sarah Kane: Cleansed... Tinker
- Szvetlana Alekszijevics: Secondhand... szereplő
- Csokonai Vitéz Mihály: Az özvegy Karnyóné s két szeleburdiak... Samu, Karnyóné fia, ki bolond
- Petőfi Sándor: Tigris és hiéna... Elégedetlenkedő
- Hunyady Sándor: Feketeszárú cseresznye... Jankovics
- Lázár Ervin: A legkisebb boszorkány... Király Kis Miklós; Miklós apja
- Grimm fivérek: Hamupipőke... Királyfi
- Cseke Péter – Kocsis L. Mihály: Újvilág Passió... Tamás
- Szente Vajk – Galambos Attila – Juhász Levente: Kőszívű... Ramiroff Leonin
- Szente Béla – Gulyás Levente: Rigócsőr király... Gábor, később Rigócsőr király
- Tóth Kata: A jegesmedve szerelmese... Békés Peti
- Tim Firth: Naptárlányok... Liam, Lawrence

## Filmes és televíziós szerepei
- A tanár (2020)... Aurél
- Egynyári kaland (2019)... Műszakis
- Vaják (2019)
- Genius: Picasso